# معبد تویوکونی (کیوتو)
معبد تویوکونی (به ژاپنی: 豊国神社, Toyokuni-jinja) یک معبد شینتویی است که در کیوتو در ژاپن قرار دارد. یکی از چندین معبدهای تویوکونی است که به افتخار تویوتومی هیده‌یوشی ساخته شده‌است.